# Spegelkarp

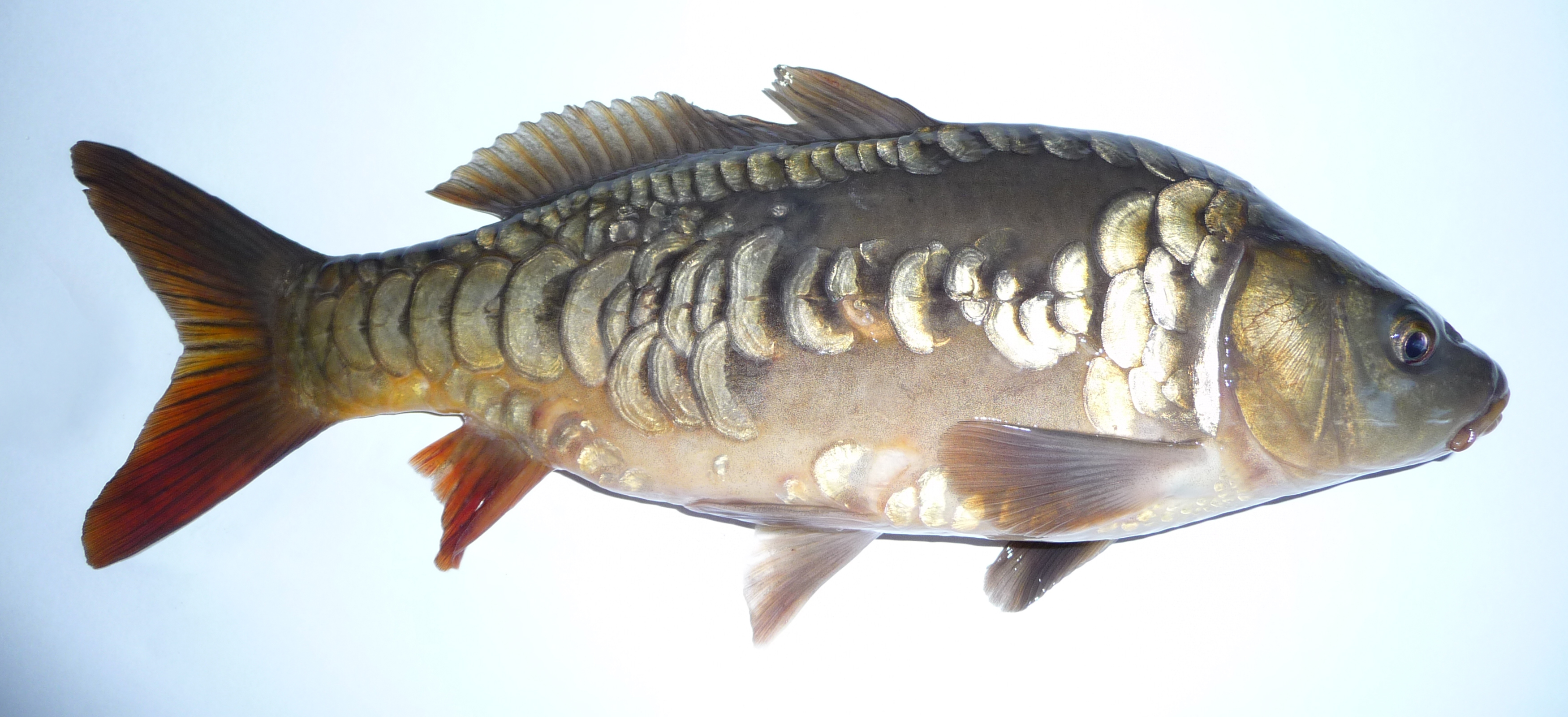
Spegelkarp.

Spegelkarp är en vildform av vanlig karp (Cyprinus carpio).
Den har samma levnadsförhållanden som den vanliga karpen, men skillnaden mellan spegelkarp och vanlig karp är att den saknar fjäll förutom några få riktigt stora mitt på kroppen, på ryggen och på magen. Den vanliga karpen har däremot fjäll över hela kroppen.
Rekordet på spegelkarp är 32450 gr. 